# Luperus revelierei
Luperus revelierei is een keversoort uit de familie bladkevers (Chrysomelidae). De wetenschappelijke naam van de soort werd in 1864 gepubliceerd door Jean Pierre Omer Anne Édouard Perris.